# State of Independence
State of Independence is een compositie van Jon Anderson en Vangelis uit 1981.

## Versie Jon & Vangelis
Dit is de derde single van Jon & Vangelis. Het is afkomstig van hun album The Friends of Mr. Cairo. De single verscheen alleen in een 12 inch-versie, aangezien zowel de A-kant als de B-kant (The Friends of Mr. Cairo) te lang waren voor een gewone single. De single verscheen in 1981 maar bereikte in Nederland de destijds drie landelijke hitlijsten op de nationale publieke popzender Hilversum 3 (de Nederlandse Top 40, Nationale Hitparade en de TROS Top 50) niet. Ook in de Europese hitlijst op Hilversum 3, de TROS Europarade, werd géén notering behaald.
Ook in België werd géén notering behaald in zowel de voorloper van de Vlaamse Ultratop 50 als de Vlaamse Radio 2 Top 30 en de Waalse hitlijst. 
Bij een heruitgave in 1984, toen ook op cd-single, haalde de single in het Verenigd Koninkrijk nog wel de 67e positie in de UK Singles Chart.

### Nummerlijst
| Nr. | Titel                    | Duur  |
| --- | ------------------------ | ----- |
| 1.  | State of Independence    | 7:56  |
| 2.  | The Friends of Mr. Cairo | 12:09 |

State of Independence begint in deze versie met een freejazz saxofoonsolo waaruit een synthesizer-sequencer komt. Het nummer is geschreven in het wandeltempo en ritme dat Vangelis vaker toepaste in zijn muziek. Anderson zingt zijn (verheven) tekst, gevolgd door een saxofoonsolo. Het lied eindigt alsof het live in de studio is opgenomen; er zit geen echt eind aan, de musici spelen nog door, maar onder gelach en commentaar komt het stuk tot stilstand. Het is echter niet live opgenomen, wat te merken is aan het duet dat de saxofonist met zichzelf speelt.

### Musici
- Vangelis - toetsinstrumenten, percussie, elektronisch slagwerk
- Jon Anderson - zang
- Dick Morrissey - saxofoon
- Carol Keynes - achtergrondzang.

## Versie Donna Summer

#### Achtergrond
In tegenstelling tot de originele uitvoering haalde de versie van Donna Summer wél de hitlijsten. Geproduceerd door Quincy Jones en met Michael Jackson, Brenda Russell, James Ingram, Dionne Warwick, Kenny Loggins, Michael McDonald, Christopher Cross, Lionel Richie en Stevie Wonder in het achtergrondkoor stootte de cover door tot diverse hitparades, waaronder die van Nederland. De B-kant was Love Is Just a Breath Away. 
In Nederland was de plaat op vrijdag 1 oktober 1982 Veronica Alarmschijf op Hilversum 3 en werd een gigantische hit in de destijds drie landelijke hitlijsten op de nationale publieke popzender. De plaat behaalde de nummer 1-positie in de Nederlandse Top 40. In de Nationale Hitparade werd de 3e positie bereikt en in de TROS Top 50 slechts de 23e positie. In de Europese hitlijst op Hilversum 3, de TROS Europarade, werd de 14e positie bereikt.
In België bereikte de plaat de 4e positie in de voorloper van de Vlaamse Ultratop 50 en de 9e positie in de Vlaamse Radio 2 Top 30. In Wallonië werd géén notering behaald.
Het succes kreeg een vervolg door andere uitvoeringen in 1990 en 1996. De 1990 remix haalde in het Verenigd Koninkrijk nog de UK Singles Chart en in Nederland de destijds twee landelijke  hitlijsten op de nationale publieke popzender; toen Radio 3; de Nederlandse Top 40 en de Nationale Top 100, de versie van 1996 alleen nog de UK Singles Chart.
Sinds de allereerste editie in december 1999 staat de plaat onafgebroken genoteerd in de jaarlijkse NPO Radio 2 Top 2000 van de Nederlandse publieke radiozender NPO Radio 2, met als hoogste notering tot nu toe een 637e positie in 1999.

### Nederlandse Top 40
| "State of Independence" in de Nederlandse Top 40 binnen: 09-10-1982 | "State of Independence" in de Nederlandse Top 40 binnen: 09-10-1982 | "State of Independence" in de Nederlandse Top 40 binnen: 09-10-1982 | "State of Independence" in de Nederlandse Top 40 binnen: 09-10-1982 | "State of Independence" in de Nederlandse Top 40 binnen: 09-10-1982 | "State of Independence" in de Nederlandse Top 40 binnen: 09-10-1982 | "State of Independence" in de Nederlandse Top 40 binnen: 09-10-1982 | "State of Independence" in de Nederlandse Top 40 binnen: 09-10-1982 | "State of Independence" in de Nederlandse Top 40 binnen: 09-10-1982 | "State of Independence" in de Nederlandse Top 40 binnen: 09-10-1982 | "State of Independence" in de Nederlandse Top 40 binnen: 09-10-1982 |
| Week                                                                | 1                                                                   | 2                                                                   | 3                                                                   | 4                                                                   | 5                                                                   | 6                                                                   | 7                                                                   | 8                                                                   | 9                                                                   |                                                                     |
| ------------------------------------------------------------------- | ------------------------------------------------------------------- | ------------------------------------------------------------------- | ------------------------------------------------------------------- | ------------------------------------------------------------------- | ------------------------------------------------------------------- | ------------------------------------------------------------------- | ------------------------------------------------------------------- | ------------------------------------------------------------------- | ------------------------------------------------------------------- | ------------------------------------------------------------------- |
| Nummer                                                              | 20                                                                  | 8                                                                   | 2                                                                   | 1                                                                   | 3                                                                   | 7                                                                   | 14                                                                  | 31                                                                  | 40                                                                  | uit                                                                 |

### Nationale Hitparade / Nationale Top 100
Originele versie
| "State of Independence" in de Nationale Hitparade binnen: 16-10-1982 | "State of Independence" in de Nationale Hitparade binnen: 16-10-1982 | "State of Independence" in de Nationale Hitparade binnen: 16-10-1982 | "State of Independence" in de Nationale Hitparade binnen: 16-10-1982 | "State of Independence" in de Nationale Hitparade binnen: 16-10-1982 | "State of Independence" in de Nationale Hitparade binnen: 16-10-1982 | "State of Independence" in de Nationale Hitparade binnen: 16-10-1982 | "State of Independence" in de Nationale Hitparade binnen: 16-10-1982 | "State of Independence" in de Nationale Hitparade binnen: 16-10-1982 | "State of Independence" in de Nationale Hitparade binnen: 16-10-1982 | "State of Independence" in de Nationale Hitparade binnen: 16-10-1982 |
| Week                                                                 | 1                                                                    | 2                                                                    | 3                                                                    | 4                                                                    | 5                                                                    | 6                                                                    | 7                                                                    | 8                                                                    | 9                                                                    |                                                                      |
| -------------------------------------------------------------------- | -------------------------------------------------------------------- | -------------------------------------------------------------------- | -------------------------------------------------------------------- | -------------------------------------------------------------------- | -------------------------------------------------------------------- | -------------------------------------------------------------------- | -------------------------------------------------------------------- | -------------------------------------------------------------------- | -------------------------------------------------------------------- | -------------------------------------------------------------------- |
| Nummer                                                               | 10                                                                   | 3                                                                    | 3                                                                    | 4                                                                    | 5                                                                    | 10                                                                   | 13                                                                   | 26                                                                   | 36                                                                   | uit                                                                  |

Remix 1990
| "State of Independence (remix 1990)" in de Nationale Top 100 binnen: 01-12-1990 | "State of Independence (remix 1990)" in de Nationale Top 100 binnen: 01-12-1990 | "State of Independence (remix 1990)" in de Nationale Top 100 binnen: 01-12-1990 | "State of Independence (remix 1990)" in de Nationale Top 100 binnen: 01-12-1990 | "State of Independence (remix 1990)" in de Nationale Top 100 binnen: 01-12-1990 | "State of Independence (remix 1990)" in de Nationale Top 100 binnen: 01-12-1990 | "State of Independence (remix 1990)" in de Nationale Top 100 binnen: 01-12-1990 |
| Week                                                                            | 1                                                                               | 2                                                                               | 3                                                                               | 4                                                                               | 5                                                                               |                                                                                 |
| ------------------------------------------------------------------------------- | ------------------------------------------------------------------------------- | ------------------------------------------------------------------------------- | ------------------------------------------------------------------------------- | ------------------------------------------------------------------------------- | ------------------------------------------------------------------------------- | ------------------------------------------------------------------------------- |
| Nummer                                                                          | 95                                                                              | 79                                                                              | 71                                                                              | 69                                                                              | 89                                                                              | uit                                                                             |

### TROS Top 50
Hitnotering: 07-10-1982 t/m 25-11-1982. Hoogste notering: #23 (1 week).

### TROS Europarade
Hitnotering: 07-11-1982 t/m 28-11-1982. Hoogste notering: #14 (1 week).

### NPO Radio 2 Top 2000
| Nummer met noteringen in de NPO Radio 2 Top 2000 | '99 | '00 | '01 | '02 | '03 | '04 | '05 | '06  | '07  | '08 | '09 | '10 | '11 | '12 | '13 | '14 | '15  | '16 | '17 | '18 | '19  | '20  | '21 | '22 | '23 | '24 |
| ------------------------------------------------ | --- | --- | --- | --- | --- | --- | --- | ---- | ---- | --- | --- | --- | --- | --- | --- | --- | ---- | --- | --- | --- | ---- | ---- | --- | --- | --- | --- |
| State of Independence                            | 637 | 776 | 882 | 767 | 719 | 700 | 922 | 1016 | 1051 | 880 | 913 | 839 | 942 | 817 | 745 | 857 | 1007 | 963 | 954 | 763 | 1036 | 1027 | 962 | 922 | 913 | 908 |

1. ↑  Een vetgedrukt getal geeft de hoogste notering aan.

## Versie Moodswings
Er kwam in september 1992 een derde versie op de markt in een uitvoering van de Britse gelegenheidsformatie Moodswings; de muziekgroep schakelde Chrissie Hynde van The Pretenders in voor de zangstem. Die versie getiteld Spiritual High (State of Independence) Part II haalde in het Verenigd Koninkrijk de UK Singles Chart (positie 47). 
In Nederland behaalde deze versie in het najaar van 1992 géén notering in de destijds twee landelijke hitlijsten op de nationale publieke popzender Radio 3 (de Nederlandse Top 40 en de Nationale Top 100).  
Ook in België behaalde deze versie géén notering in zowel de beide Vlaamse hitlijsten als de Waalse hitlijst.

## Versie Jon Anderson
In 1994 zong Jon Anderson het opnieuw in op zijn album Change We Must, het kwam niet op single uit.